# Żenotdieł
Żenotdieł (ros. Женотдел) – utworzony w 1919 roku przez Aleksandrę Kołłontaj i Inessę Armand przy Radzie Komisarzy Ludowych w porewolucyjnej Rosji pierwszy na świecie urząd do spraw kobiet.

## Powstanie
W 1918 roku została zwołana przez Aleksandrę Kołłontaj, Inessę Armand, Nadieżdę Krupską, Konkordię Samolową, Klaudię Nikołajewną i Klarę Lilin Pierwsza Krajowa Konferencja Robotnic i Chłopek, która dała podstawy pod działalność Żenotdieła. Była to pierwsza konferencja kobiet po rewolucji i druga w całej historii (pierwszy taki zjazd odbył się w Sankt Petersburgu w grudniu 1908). Konferencja ta uchwaliła rezolucję do Komitetu Centralnego RKP(b).

## Działalność
Instytucja ta pracowała nad poprawą warunków życia kobiet w Rosji Radzieckiej i później w ZSRR oraz zachęcała je do podjęcia pracy zarobkowej.
Według założeń Żenotdieł poprzez propagandę i edukację zwalczał analfabetyzm, szerzył wiedzę na temat oświaty kobiet, zawierania i rozwiązywania małżeństw, opieki nad dzieckiem, oraz praw robotniczych, które wprowadziła rewolucja październikowa. Organ ten działał na rzecz politycznego zaangażowania kobiet w ZSRR oraz przeciw ich seksualnemu wyzyskowi. W 1921 roku, podczas kryzysu w rolnictwie, aktywizował kobiety do pracy na roli.

## Likwidacja
Działalność Żenotdiełów niemal od początku spotykała się z krytyką wewnątrz partii bolszewików. W latach 20. pojawiały się propozycje ograniczenia ich działalności wyłącznie do agitacji. W konsekwencji, na XII Zjeździe w 1923 podjęta została rezolucja, krytykująca Żenotdieły jako odciągające kobiety od walki klasowej. Krytycznie o ich działalności wypowiadał się m.in. Lew Trocki, który na łamach Prawdy zarzucał Żenotdiełom przyczynianie się do rozpadu rodzin. Za niewystarczające uznano wysiłki Żenotdieła przy aktywizacji kobiet dla potrzeb industrializacji i kolektywizacji. Ostatecznie w styczniu 1930 przyjęta została uchwała KC WKP(b) na mocy której Żenotdieł oficjalnie został zlikwidowany, aczkolwiek poszczególne rady funkcjonowały jeszcze do lat 50.
W latach 80. XX wieku na fali reform Gorbaczowa powstały rady kobiece afiliowane przy organach administracyjnych i fabrykach, również zwane żenotdiełami. Do 1989 powstało ok. 230 tys. takich organizacji. Po rozpadzie ZSRR niektóre przekształciły się w organizacje pozarządowe.